# Homoscleromorpha
Homoscleromorpha är en klass av marina svampdjur beskriven 1978 av Patricia Bergquist.
Klassen omfattar bara ordningen Homosclerophorida (Dendy, 1905) och de två familjerna Plakinidae (Schulze, 1880) och Oscarellidae (Lendenfeld, 1887)